# Ферритер, Диармид
Диармид Ферритер (род. 1973) — ирландский историк, телеведущий и университетский профессор. Автор четырнадцать книг по ирландской истории и ещё одной — в соавторстве. Получил образование в колледже Сент-Бенильдуса в Килмакоде в Дублине и в Университетском колледже Дублина.

## Биография
С 2008 года Ферритер является профессором современной ирландской истории в Университетском колледже Дублина. Ранее он был старшим преподавателем истории в Колледже Святого Патрика, Драмкондра, Дублинском городском университете, а с 2008 по 2009 год был стипендиатом Бернса в Бостонском колледже. С 2003 по 2009 год Ферритер вел воскресную утреннюю радиопрограмму What If на RTÉ 1, а с 2011 по 2012 год — историческое шоу RTE. Он продолжает освещать различные вопросы ирландской истории на RTE и BBC. Его биография Имона де Валеры 2007 года «Judging Dev» победила в трёх номинациях Ирландской книжной премии 2008 года.
За пределами академических кругов Ферритер приобрел известность в СМИ и политике как сторонник публичной истории и большей доступности архивных материалов. В 2011 году был назначен членом Экспертно-консультативной группы по празднованию Centenary Commemorations, созданной правителем. Также входил в состав правления Национальной библиотеки Ирландии и в Консультативный совет ирландских архивов. Работал над несколькими телевизионными проектами, представляя трёхсерийный телесериал «Пределы свободы», а позже стал соавтором документального фильма «Хранители пламени» 2018 года. В 2013 году публично поддержал политическую кампанию Democracy Matters, которая выступала против предложений об упразднении ирландского Сената. Он также принимал центральное участие в кампании за сохранение истории в качестве основного предмета в учебной программе ирландского младшего аттестата. В 2014 году начал писать еженедельные колонки для газеты The Irish Times.
В марте 2019 года Ферритер избран членом Ирландской королевской академии, высшей академической награды Ирландии, за то, что он «наиболее последовательно новаторски интерпретирует современный ирландский исторический опыт».